# التحالف الديمقراطي المتحد (ليبيريا)
التحالف الديمقراطي المتحد هو تحالف من ثلاثة أحزاب سياسية ليبيرية: الاتحاد الوطني الليبيري، حزب التعليم والتنمية في ليبيريا وحزب تحالف الإصلاح. خاض التحالف انتخابات 11 أكتوبر 2005.
فاز مرشح التحالف جون مورلو بنسبة 1.2٪ من الأصوات في الانتخابات الرئاسية. ولم يفز الائتلاف بمقاعد في مجلس الشيوخ وفاز بمقعد واحد في مجلس النواب.
تم استبعاد الحزب من خوض الانتخابات الرئاسية والتشريعية لعام 2011.